# Fraubrunnen
Fraubrunnen est une commune suisse du canton de Berne, située dans l'arrondissement administratif de Berne-Mittelland.

Photo aérienne par Walter Mittelholzer (1925)

## Histoire
Occupé depuis le Hallstatt, le village de Fraubrunnen connait un essor dès le XIIIe siècle lorsqu'un couvent de cisterciennes y est construit et devient le siège d'un important domaine de la région. Le village fut le théâtre de deux batailles : la première opposa en 1375 les bernois aux Guglers qui occupaient le couvent, alors que la seconde vit la défaite des mêmes bernois contre les français en 1798.
Le 1er janvier 2014, Fraubrunnen absorbe ses voisines de Büren zum Hof, Etzelkofen, Grafenried, Limpach, Mülchi, Schalunen et Zauggenried.

## Monuments et curiosités
L'église protestante de Limpach est inscrite comme bien culturel d'importance nationale, alors que l'ancien couvent cistercien, l'église protestante et la cure de Grafenried et les mémoriaux des deux batailles sont classés biens culturels d'importance régionale.
Le couvent des Cisterciennes a été fondé en 1246 et servit après sa sécularisation de résidence aux baillis bernois entre 1528 et 1798. Les transformations qui en firent un château baroque remontent au XVIIIe siècle.